# Fort Delimara
Fort Delimara (malt. Il-Fortizza ta' Delimara) to fort poligonalny w Marsaxlokk na Malcie. Został zbudowany przez Brytyjczyków w latach 1876—1888, jako część łańcucha fortyfikacji, mających ochraniać port Marsaxlokk. Dzisiaj fort jest w miarę dobrze zachowany, lecz wymaga odnowienia. Dodatkowo, w związku z erozją brzegu narażony jest na zawalenie.

## Historia

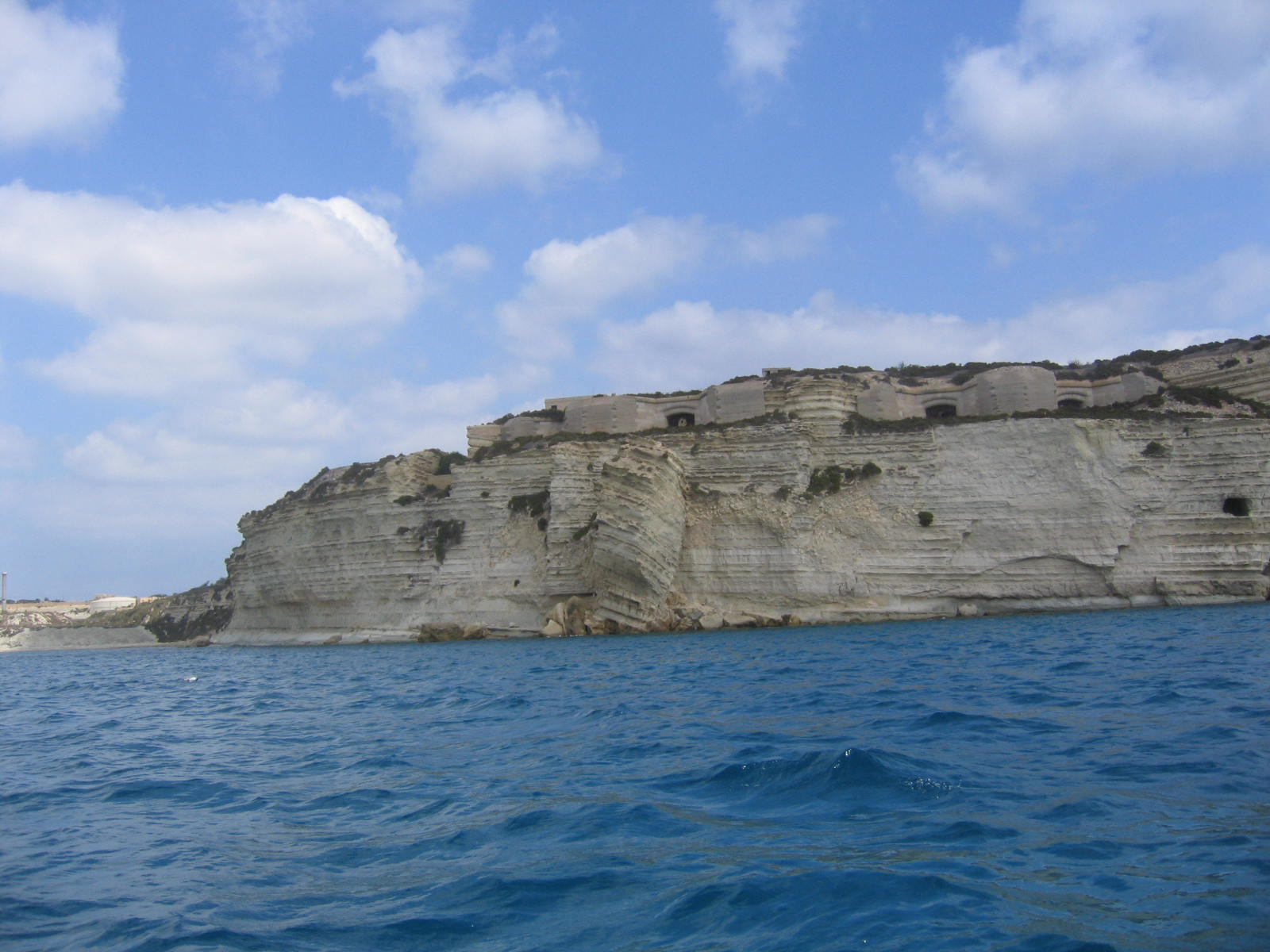
Fort Delimara widziany od strony Marsaxlokk Bay

Fort został zbudowany przez Brytyjczyków w latach 1876–1888. Na bramie głównej znajduje się data 1881, lecz jest to rok zakończenia budowy strażnicy przy bramie, a nie rok oddania fortu do użytkowania.
Fort Delimara jest jednym z łańcucha fortów i baterii, osłaniających port Marsaxlokk. Pozostałe to Fort Tas-Silġ na końcu Delimara Point, Fort San Lucian na Kbira Point na wysokości połowy Marsaxlokk Bay, Fort Benghisa na Benghisa Point, oraz baterie Pinto i Ferretti na brzegach Marsaxlokk Bay. 
Znajdująca się w pobliżu XVII-wieczna Wieża Delimara została zburzona, aby oczyścić pole ognia fortu.
W roku 1956 fort został pozbawiony większości uzbrojenia artyleryjskiego. Wkrótce potem został na długo opuszczony, a w roku 1975 został wydzierżawiony (na prawach leasingu) lokalnemu rolnikowi, który używał go w latach 1982–2005 jako farmę świń.
Po negocjacjach, 11 sierpnia 2005 r. prawo własności Fortu Delimara przeszło na Heritage Malta. Agencja, za użytkowanie fortu, przekazuje rządowi roczną opłatę w wysokości €764. Pomimo świń i znacznej ilości współczesnego gruzu, w forcie wciąż znajdują się cztery z kompletu czternastu wiktoriańskich 12,5-calowych 38-tonowych dział RML (ang. rifled muzzle loader - gwintowane, ładowane przez lufę), zamontowanych na niedużych wózkach.
Heritage Malta ma zamiar przywrócić fort do jego oryginalnego stanu i udostępnić jako atrakcję turystyczną, lecz ma za mało funduszy, aby to przeprowadzić.

## Wygląd fortu
Fort Delimara w większej części znajduje się pod ziemią, z główną artylerią fortową zamontowaną w kazamatach, umiejscowionych na klifie, frontem do Delimara Point. Nad podziemiami leży fort poligonalny, o obrysie sześciokątnym, z wykutym w skale z czterech stron rowem obronnym i łukowatym pionowym klifem, formującym wypukły piąty i szósty bok. Otwory wentylacyjne i korytarze dojściowe prowadzą w poprzek czoła klifu, a nawet od strony morza na Delimara Point.

### Wartownia bramy głównej

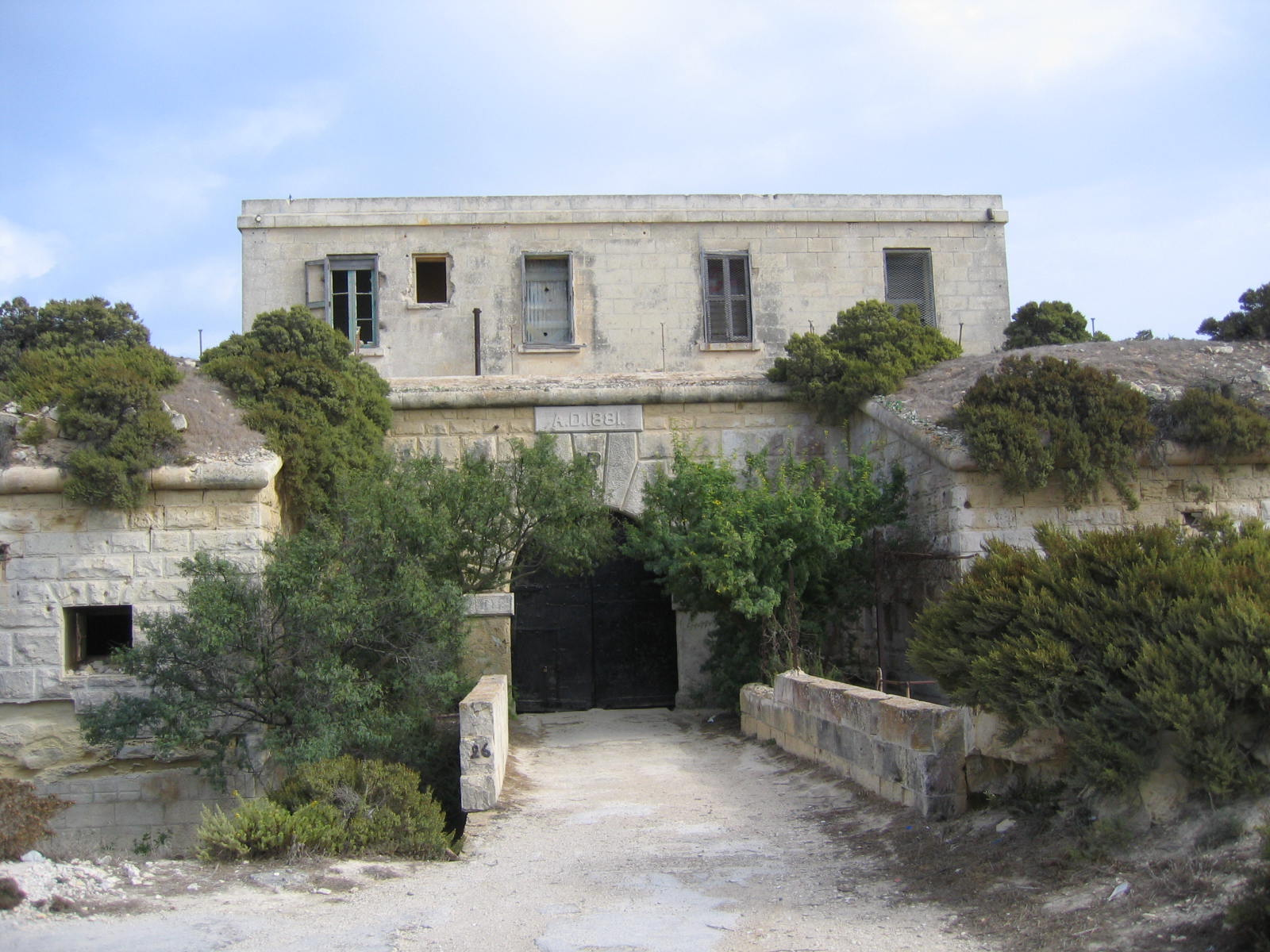
Strażnica z bramą główną

Ściany rowu obronnego pokryte są materiałem licującym, z górną przeciwskarpą wykonaną z ziemi i gruzu. Kamienny parapet z otworami strzeleckimi biegnie szczytem północnej skarpy. Kwadratowy budynek ponad bramą został prawdopodobnie dobudowany we wczesnych latach XX wieku, kiedy fort był wykorzystywany jako baza wojskowa, długo po tym, kiedy jego górne umocnienia zostały uznane za przestarzałe. Pillboxy z epoki II wojny światowej zostały zbudowane wewnątrz wiktoriańskich fortyfikacji, i widoczne są dobrze od strony morza.
Wartownia bramy głównej skierowana jest ku lądowej części Delimara Point, można tam dojechać drogą asfaltową, biegnącą po zewnętrznej stronie północnego odcinka rowu obronnego. Brama znajduje się blisko ujścia rowu do morza.

### Bateria na przeciwskarpie

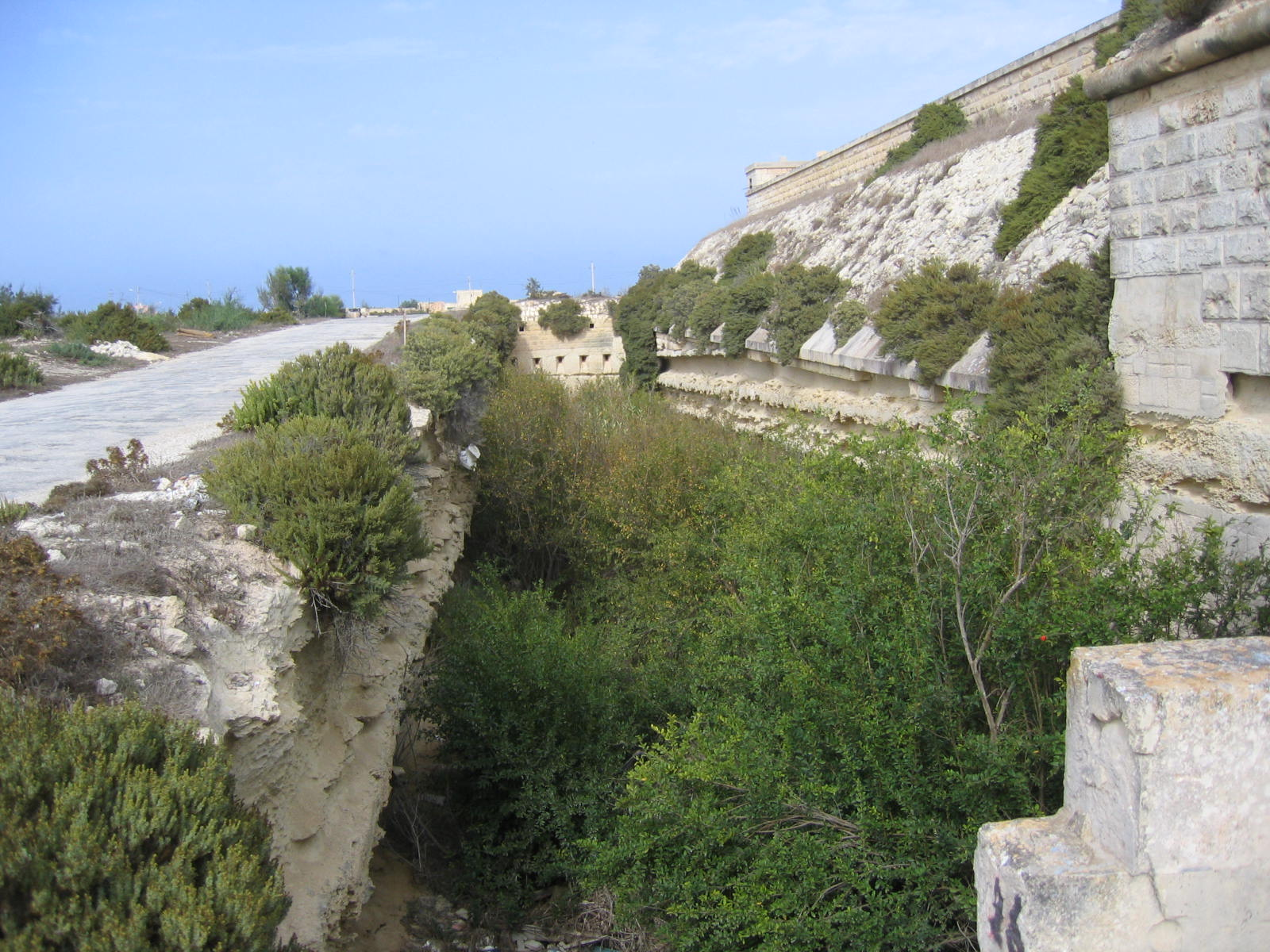
Bateria strzelnicza na przeciwskarpie, wschodnia strona północnego odcinka rowu obronnego

Bateria na przeciwskarpie na północnym końcu wschodniego odcinka rowu osłania północny odcinek rowu i bramę główną. Przypuszczalnie bateria na przeciwskarpie znajdowała się też na południowym końcu wschodniego odcinka rowu, ponieważ nie ma śladu kaponiery w rowie obronnym.

### Wschodni i południowy odcinek rowu obronnego

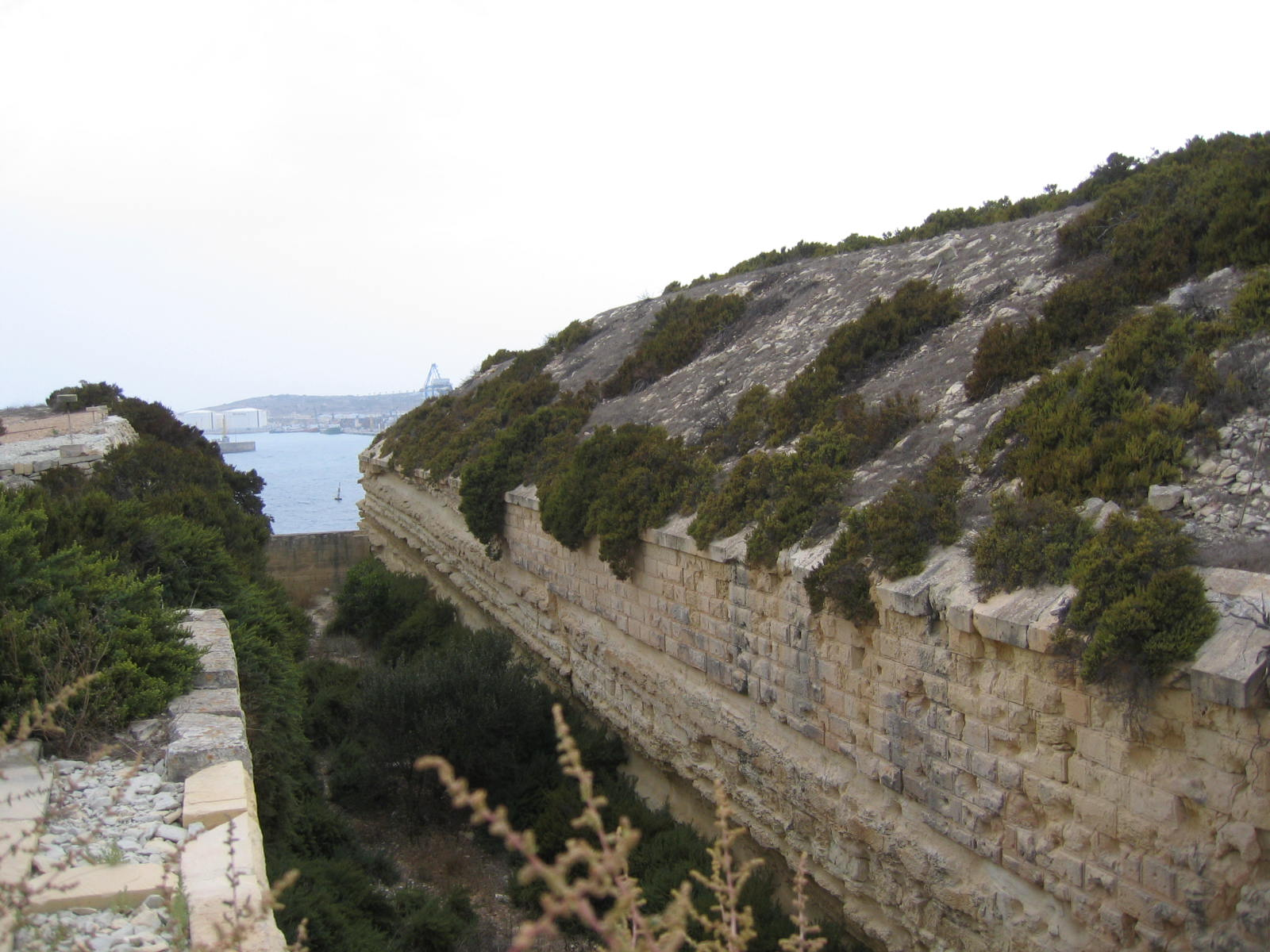
Południowy odcinek rowu, strona zachodnia, w oddali za Marsaxlokk Bay - Benghisa Point oraz Fort Benghisa

Stok obronny (ang. glacis) przed bramą główną prawdopodobnie został w pewnym okresie zniwelowany, aby zrobić łatwiejszy dojazd, a most przesuwny, mogący pierwotnie łączyć brzegi rowu obronnego, zastąpiony został mostem stałym. Droga do latarni Delimara, wiodąca wzdłuż wschodniego odcinka rowu obronnego, zniszczyła stok również z tej strony. Najlepiej zachowany jest stok obronny wzdłuż południowego odcinka rowu, dając wyobrażenie, jak fort mógł wyglądać oryginalnie.

### Strona od morza i stanowiska dział

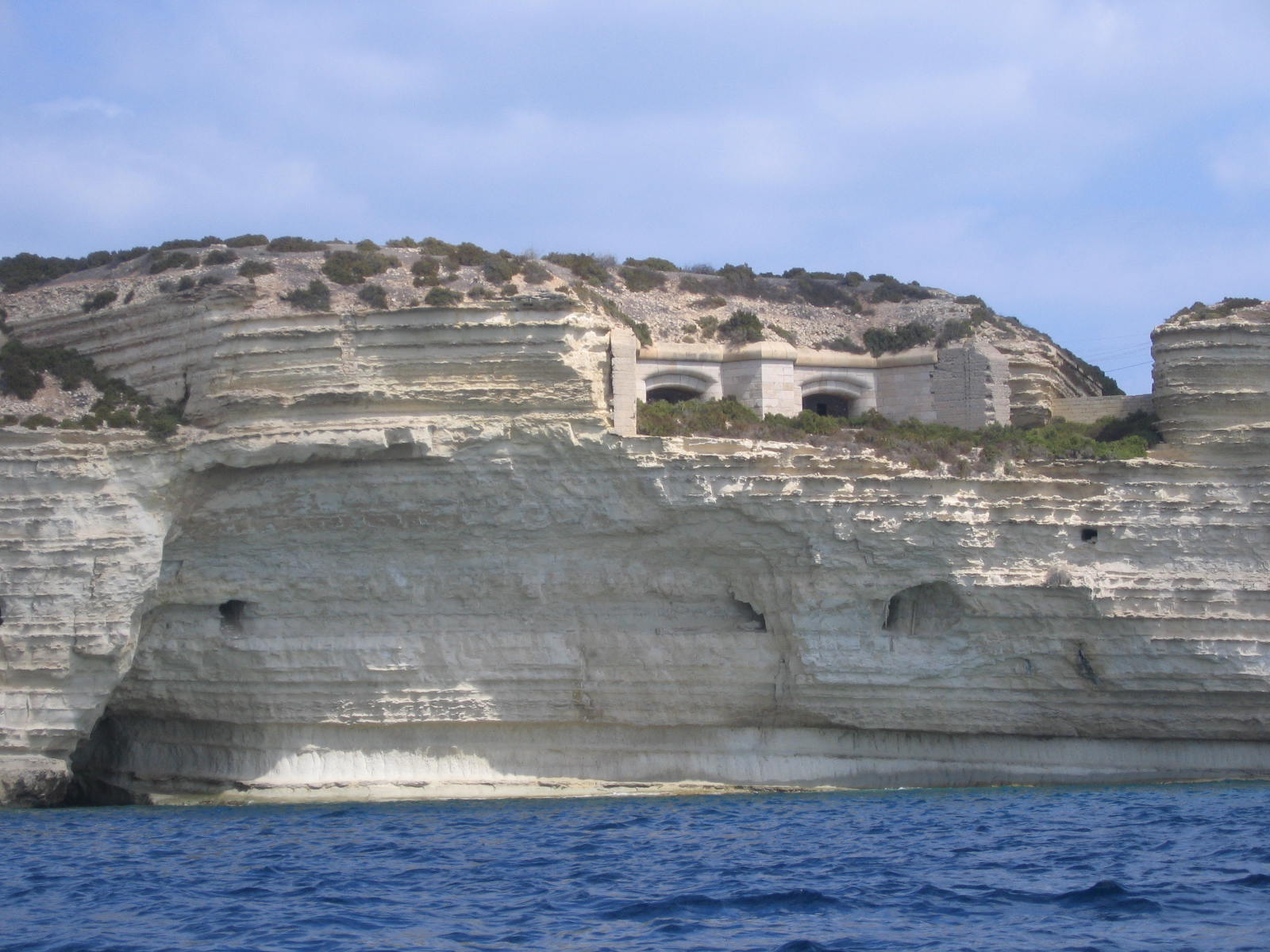
Podwójne kazamaty południowe, oraz zakończenie południowego odcinka rowu obronnego od strony morza

Widok fortu od strony morza zdominowany jest przez masywne kamienne i betonowe kazamaty, mieszczące oryginalnie fortowe 12,5-calowe 38-tonowe gwintowane działa ładowane przez lufę. Kazamaty zgrupowane są po dwie, blisko szczytu klifu, przykryte ziemią i gruzem, i wykorzystując naturalne zakrzywienie frontu klifu, miały możliwość pokrywania ogniem artyleryjskim większej części portu Marsaxlokk.

## Stan dzisiejszy

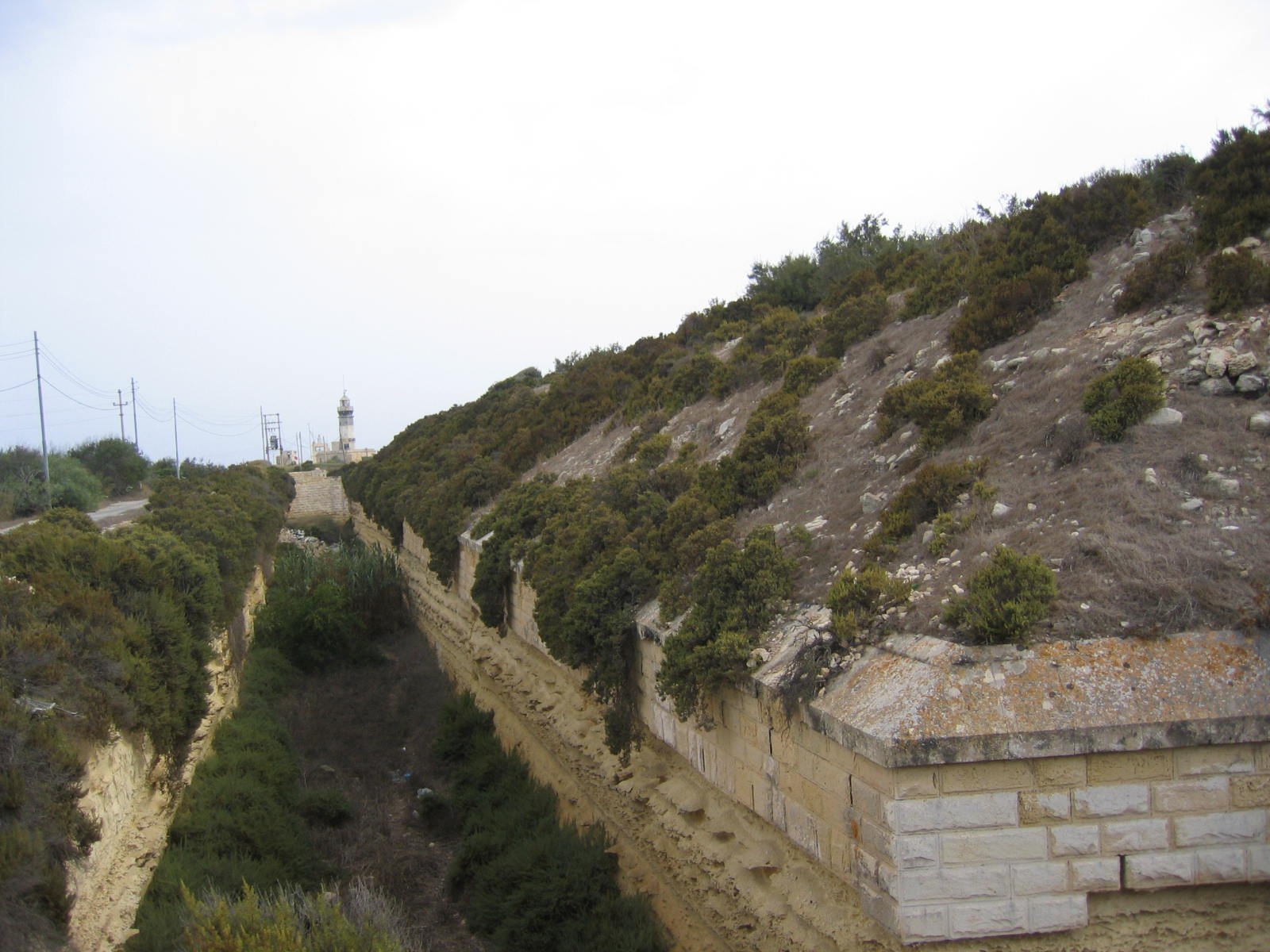
Południowa strona wschodniego odcinka rowu obronnego

Patrząc z zewnątrz, fort jest w niezłej kondycji. Jak w każdym forcie poligonalnym na Malcie, wapienne czoła skarp i przeciwskarp erodują już od momentu wycięcia kamienia w kamieniołomie, w niektórych miejscach nawet do głębokości 1 metra. W niektórych przypadkach erozja spowodowała osunięcie się pokrycia do rowu obronnego.
W miejscu, gdzie droga do latarni Delimara biegnie wzdłuż wschodniego odcinka rowu, na długości około 10 metrów przeciwskarpa zawaliła się, powodując destabilizację drogi. 
Rów obronny jest również wydatnie zarośnięty i wypełniony dużą ilością śmieci, niestety smutna rzeczywistość wszystkich wiktoriańskich fortów na Malcie. Aktualnie nie ma możliwości swobodnego wejścia na teren fortu.
Fortowi grozi zawalenie, głównie z powodu niszczycielskiej działalności fal morskich, które już uszkodziły pobliski budynek elektrowni w Delimara oraz falochron w Malta Freeport. Część pobliskiego klifu już się zawaliła do morza. Nie ma żadnych planów na odnowienie fortu, głównie ze  względu na brak funduszy. Przedstawiciel Din l-Art Ħelwa powiedział, że odnowa kosztowałaby dziesiątki milionów euro i trwałaby około 10 lat.
W roku 2015 fort został zakwalifikowany jako możliwe miejsce na proponowany kampus American University of Malta. Nie został jednak wybrany, a kampus będzie rozdzielony między Dok nr 1 w Cospicua i Żonqor Point w Marsaskala.

## W popkulturze
- Fort został użyty do zdjęć w amerykańsko-francuskim filmie z 2016 roku Assassin's Creed.[9]

## Galeria

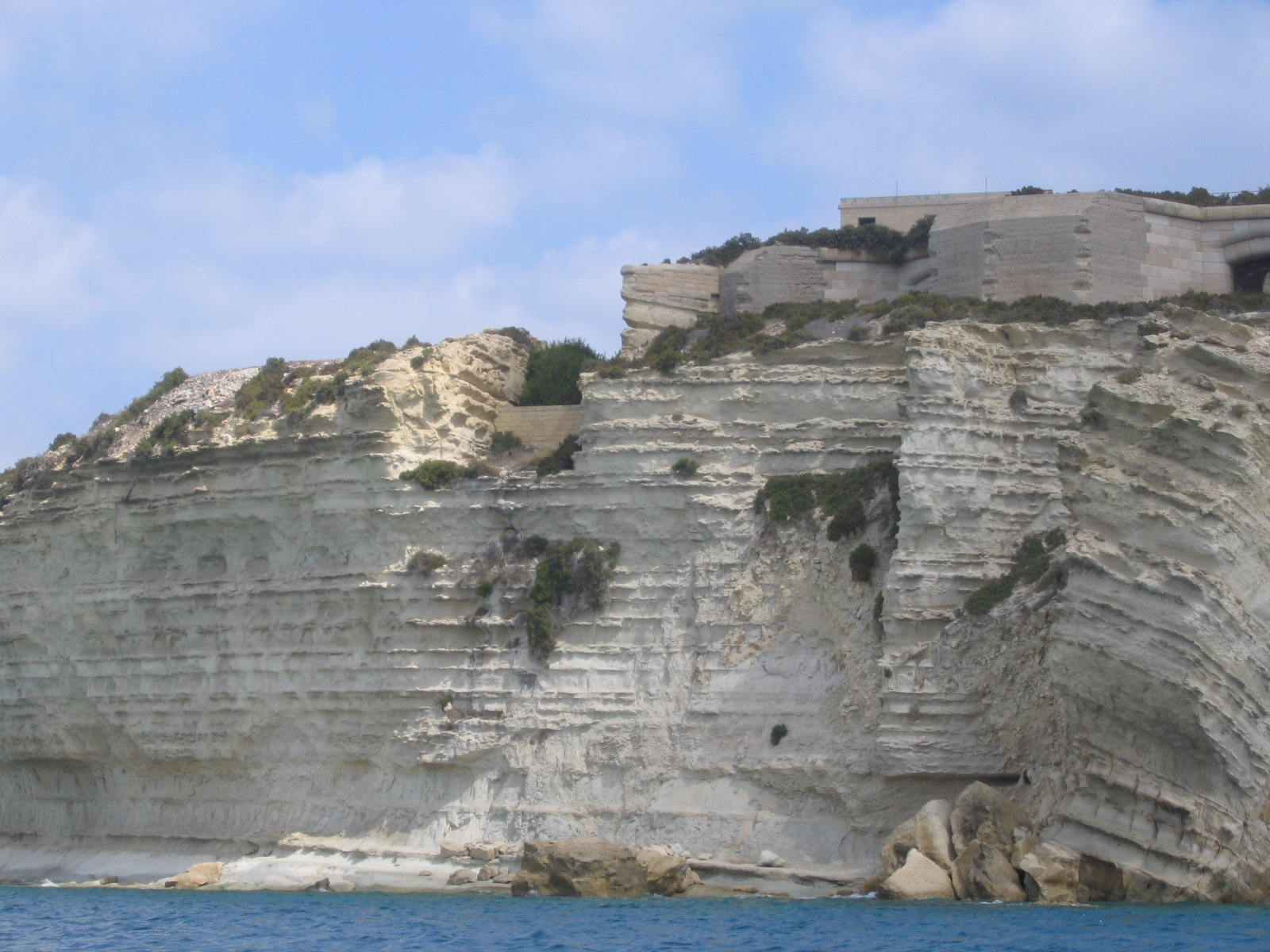
Kazamaty północne i koniec rowu północnego
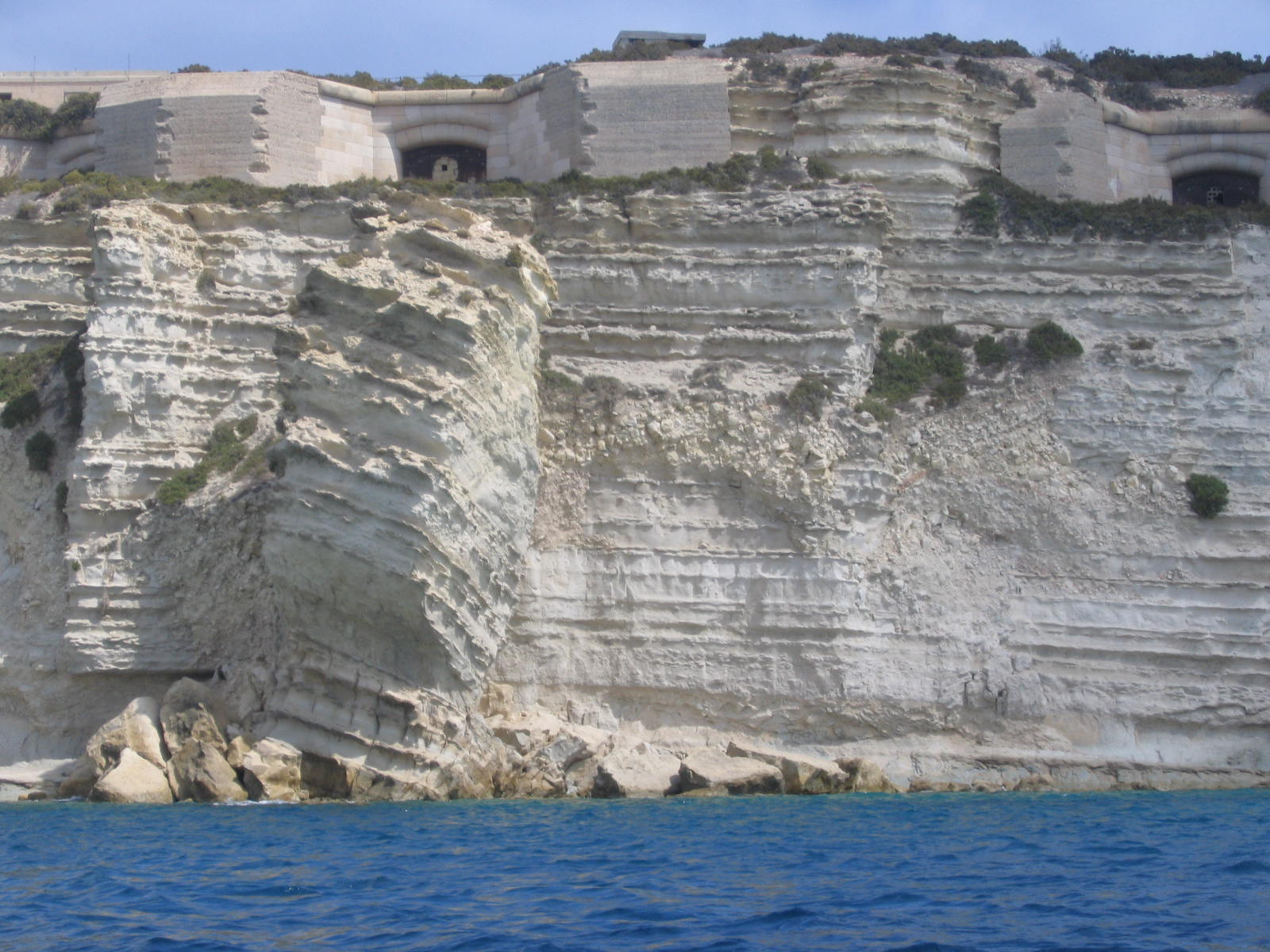
Środkowy odcinek baterii
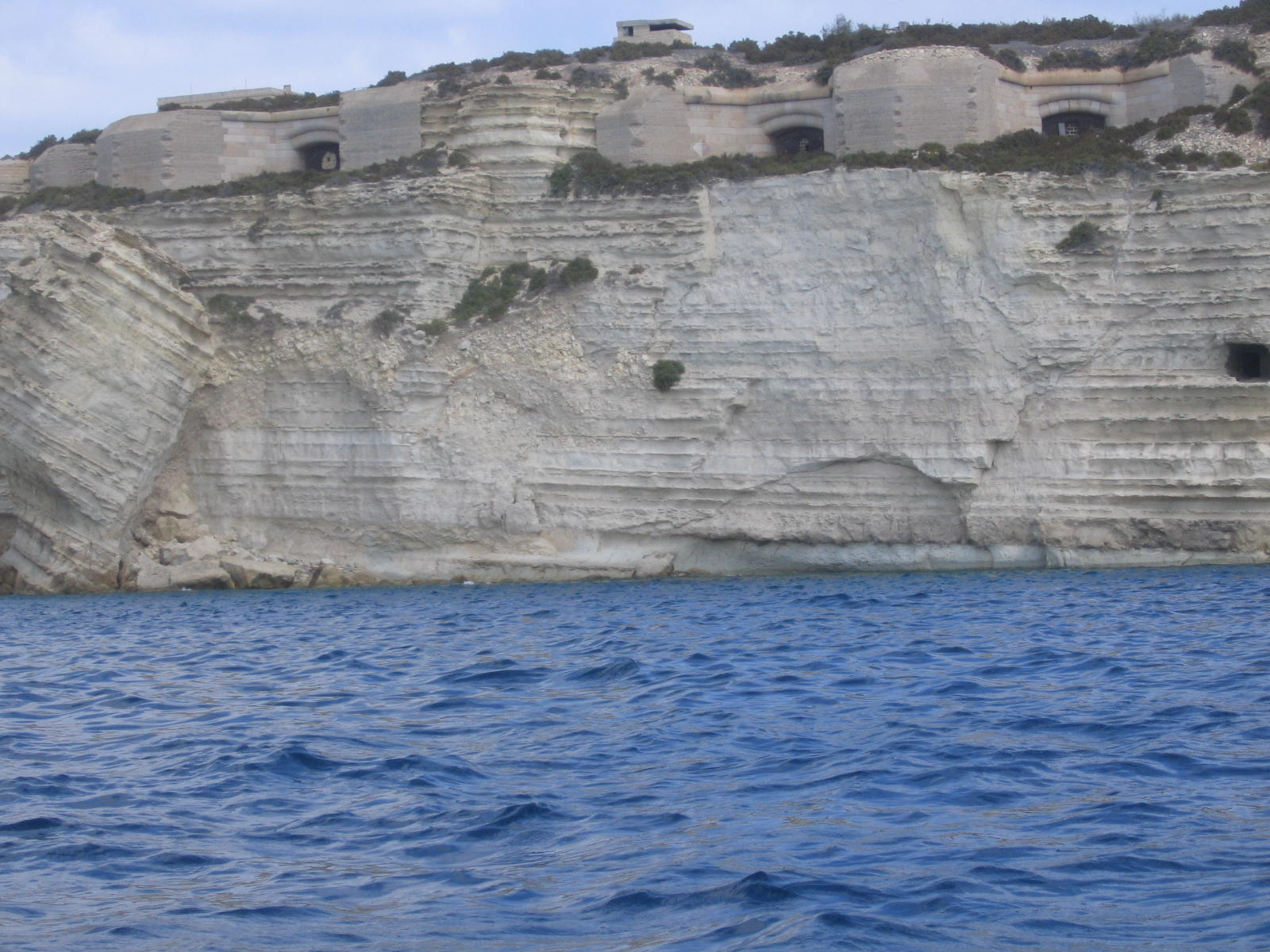
Środkowy odcinek baterii
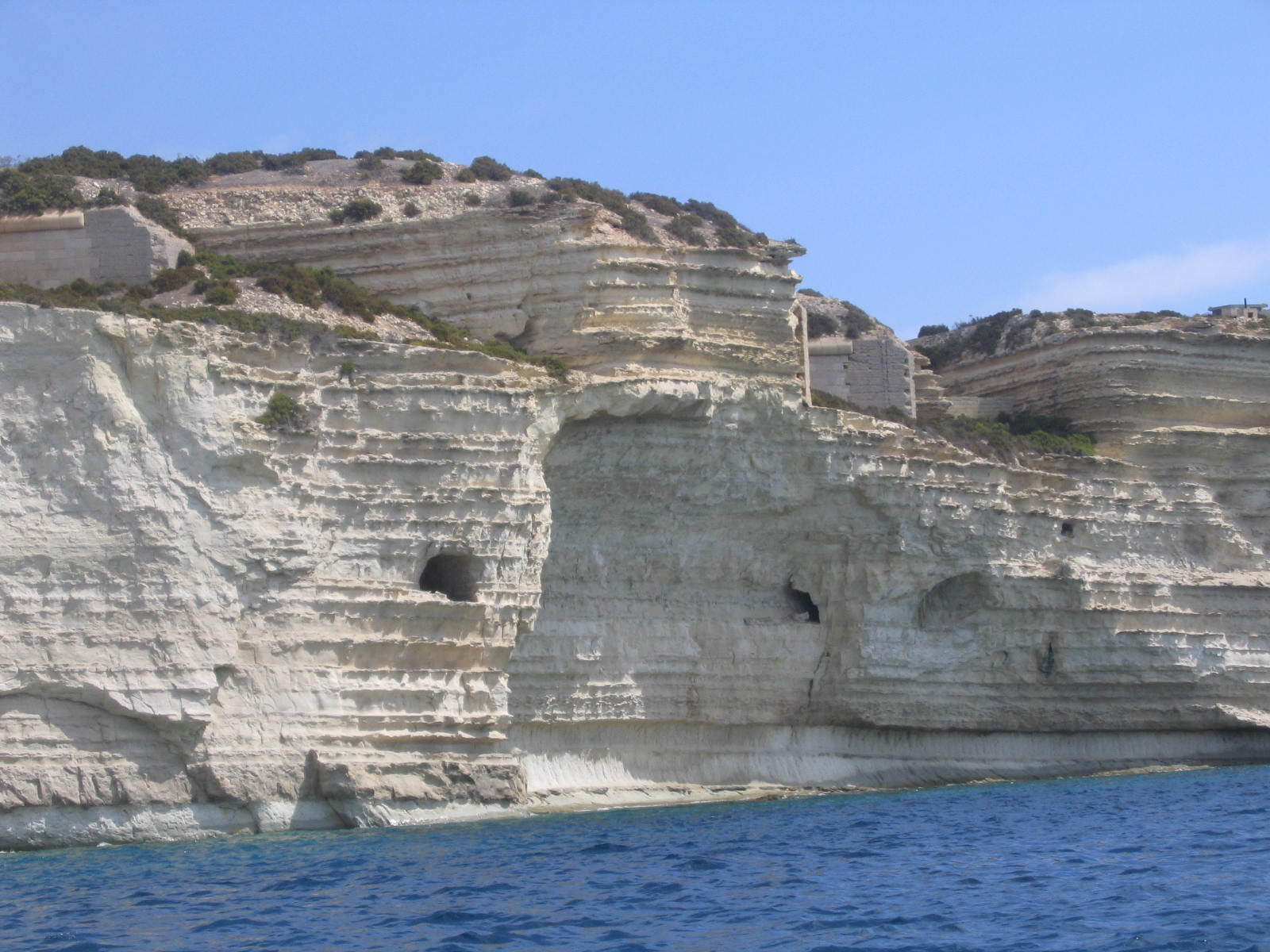
Południowe kazamaty i koniec rowu południowego
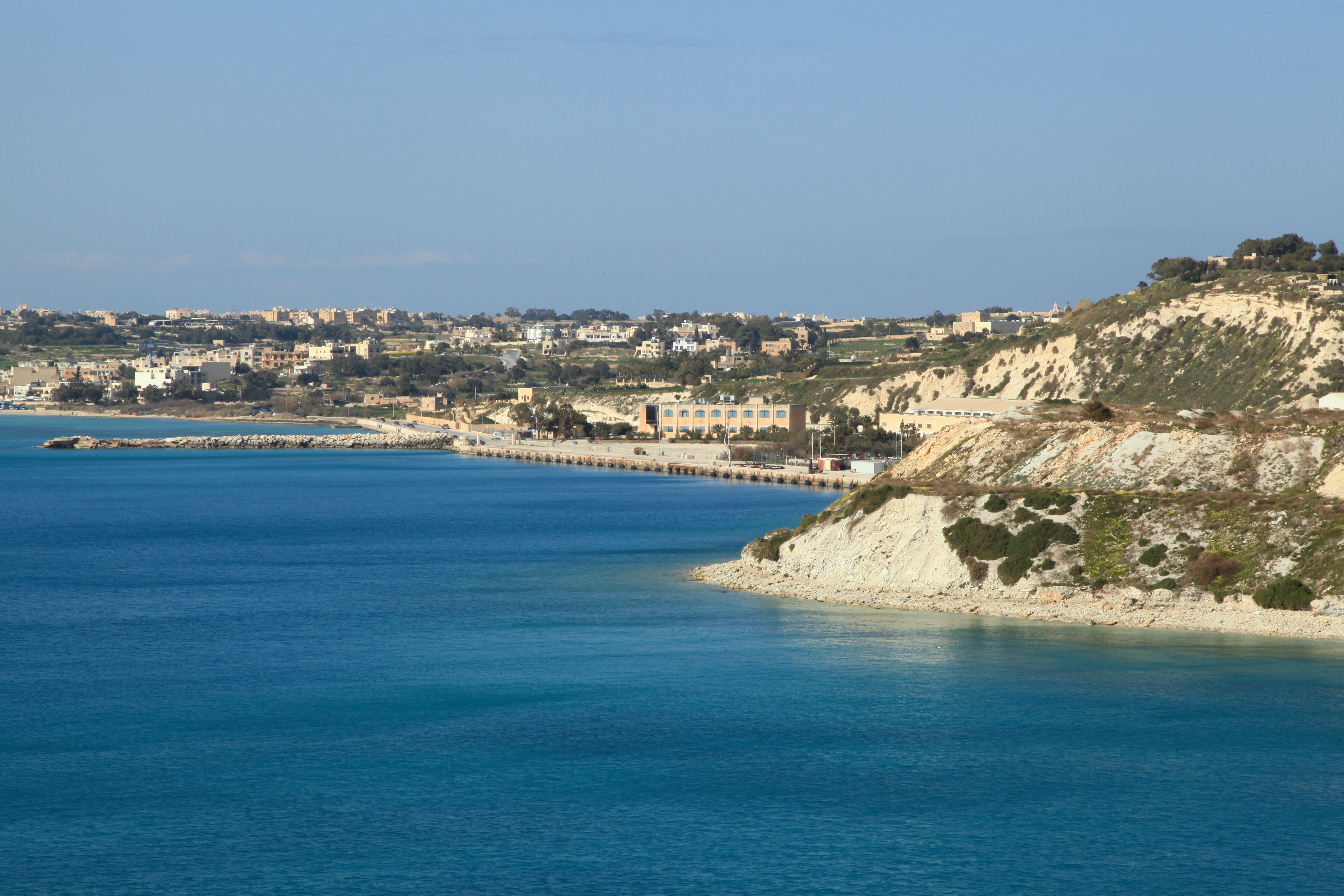
Widok z fortu